# 婆羅尾谷川
婆羅尾谷川（ばらおだにがわ）、婆羅尾川（ばらおかわ）は、徳島県勝浦郡勝浦町を流れる勝浦川水系の河川。

## 地理
中津峰山に源を発し、勝浦町を経て勝浦川へ合流する。河川のすぐ脇を婆羅尾星谷林道が通り、一帯はススキの名所として知られている。この辺りは四国のみち、自然林を訪ねるコースである婆羅尾峠となっているが、利用者は極めて少ない。

## 自然景勝地
- 中津峰山
- 婆羅尾峠
- 婆羅尾星谷林道

## 流域の自治体
徳島県
勝浦郡勝浦町